# ノンシンクロトランスミッション
ノンシンクロトランスミッション（英: non-synchronous transmission）は変速機構に回転速度を同期させる機構（シンクロメッシュ）を持たないマニュアルトランスミッションである。主にトラクターなどの農業機械や大型の貨物自動車、オートバイなどで用いられている。このうち常時噛合（コンスタントメッシュ）式のものはドグミッションとも呼ばれる。

## 概要
乗用車をはじめとする一般的な自動車にシンクロメッシュが普及した一方で、農業機械や建設機械などのように走行速度が低い車両や、変速機への負荷が大きい総重量が40トン級、あるいはそれを大きく超える貨物自動車、あるいはオートバイなどにはノンシンクロトランスミッションが利用されている。また、一部の車両に搭載される副変速機はノンシンクロトランスミッションである場合が多い。
コンスタントメッシュトランスミッションにおいて、ギアセレクターは軸と同じ回転速度で回転し、歯車は軸に対して自由に回転している。あるギアが選択されたときギアセレクターが歯車のひとつと噛み合って軸のトルクを伝達する。ギアセレクターのハブは軸に沿って付けられた多数の溝（スプライン）によって、回転方向には固定され、軸方向にはスライドできるようになっている。ギアセレクターの外周には円周上に溝が切られていて、円弧状のセレクターフォークが組み合わされている。シフトレバーを操作すると対応するセレクターフォークが軸方向に動き、ギアセレクターをスライドさせて歯車とギアセレクターが噛み合う。この噛み合い構造は摩擦などによらず断続を行い、ドッグクラッチと呼ばれる。
シンクロ機構が軸と歯車を同調させるまでにかかる時間が不要で素早い変速が可能であるが、ノンシンクロ機構の場合は運転者が同調させなければならないためシンクロ機構に比べると操作が難しい。シンクロ式トランスミッションに比して、変速時の音や振動（いわゆる変速ショック）が大きい。これはシンクロ式が隣り合う変速段の歯車の回転数を擦り合わせるのに対し、ドグミッションは噛み合いクラッチでいきなり結合することに起因する（クラッチの項も参照のこと）。オートバイでは伝達トルクが小さいことと、最終減速機構がチェーン駆動のものが多く、チェーンはある程度の衝撃吸収能力を持つことから、問題視されない。一方、市販の自動車、こと乗用車においてこの欠点は敬遠され、変速装置の発展過程でシンクロ付きトランスミッションに取って代わられた。

## 自動車
シンクロメッシュは変速操作を容易にするために開発され、自動車に広く普及した。ノンシンクロトランスミッションは競技用の車両に採用される例が多い。素早い変速が行なえるため、変速時の車両空走時間が短縮できる。技量によってはクラッチ操作も不要で、変速時の車両空走時間を短縮することが可能である。
シンクロ機構の主要部品であるシンクロナイザーリングは摩滅消耗を前提とした材質であるため、強大なエンジン出力に見合った強化設計が難しい。同じくシンクロ機構は摩滅消耗を前提としているため、競技に用いるには信頼性において不安要素となる。シンクロ機構が破損した場合はミッションブローに直結する。シンクロ式トランスミッションに比して部品点数を減らすことができ、競技に用いる場合は信頼性向上に寄与する。部品点数が少ないため、設計によっては軽量化が望める。シーケンシャルシフトパターン機構とドグミッションとは構造上相性が良く（機構を単純化出来る）、操作上でも自動車競技においてシフトミスを低減するためにシーケンシャルシフトパターンは歓迎され、ほとんどのドグミッションに採用されている。
市販車での採用例は極めて例が少ないが、2019年に発表されたケーニグセグ・ジェスコはライト・スピード・トランスミッション（LST）と呼ばれるマルチクラッチトランスミッションを搭載している。

## オートバイ
現代のオートバイに採用される変速機のうち有段変速機はほぼ例外なく常時噛合式のノンシンクロトランスミッションで、シンクロ式トランスミッションは普及していない。オートバイにおいてシンクロ機構が普及しなかった理由は小型軽量化とコストメリットという設計要求のほかに、オートバイの変速操作は足で行なうことから、自動車で普及しているHパターンの様な二次元的な操作は困難であり、それゆえ一方向の往復動作で1段ずつ変速操作を行うシーケンシャルシフトパターンとなった。結果として4速から2速などの「跳び越し変速」は考慮外となる。跳び越し変速を考慮しないためその際の変速段間の強力な同調性能は不要であり、隣接する変速段間の遷移だけ考慮すればよく、それはドグクラッチ機構で充分賄うことができたという背景がある。

## 歴史
歯車の組合せによる手動変速機は、フランスの自動車メーカー、パナールの創業者であるルネ・パナールとエミール・ルヴァッソールによって19世紀末に発明された。この変速機は複数のギア比を持つ前進ギアと一つの後退ギアを備え、ギアは複数の軸上をスライドして噛み合う選択摺動式（スライディングメッシュ、英: sliding mesh）で、常時噛み合い式（コンスタントメッシュ）ではなかった。そのため、現在普及しているシンクロメッシュ機構付きの常時噛み合い式に比較すると変速操作が難しく、変速時の際に歯車にかかる負荷が大きく耐久性は低かった。
1929年、キャデラックのアール・A・トンプソンによって、自動車用トランスミッションのシンクロメッシュ機構が発明され、日本車でも1936年のトヨダ・AA型乗用車に採用されるなど、世界中の自動車に普及し、ノンシクロメッシュトランスミッションを採用する自動車は少数となった。

## クラッチブレーキ
ノンシンクロトランスミッションは他の形式のトランスミッションと異なり、インプットシャフトやアイドルギアの回転速度を遅くしたり、回転を止める機構を備えている場合が多い。商用車ではこの機構をクラッチブレーキ（英: clutch brake）と呼び、多くの場合は摩擦面を持った円盤状の構造である。円盤はレリーズベアリングとトランスミッションケースに固定された摩擦面との間に配置され、クラッチペダルを床まで完全に踏みこむことで摩擦面が接触してインプットシャフトに制動力がかかる。この機構は停車時にギアを接続する際にのみ利用されるように意図されている。その一方で、踏み込んだクラッチペダルを少し戻さなくてはギアを入れることができない場合があるほか、走行中やギアが回転している最中に動作させるとクラッチに深刻な損傷を与える場合がある。クラッチブレーキは消耗品であるため、定期的に修理あるいは部品交換を行わなければ操作不能になったり、機能を失ったりする。

## カウンターシャフトブレーキ
カウンターシャフトブレーキとは、インプットシャフトと噛み合い逆回転しているカウンターシャフトにブレーキを掛ける装置のことである。
1. 目的はクラッチブレーキと概ね同じ。クラッチを切った後でもしばらくの間インプットシャフト及びカウンターシャフトが惰性で空転するため、発進ギヤへの挿入の際に弾かれて手を痛めたり、ギヤを傷めたりギヤ鳴きをし即座に発進できない場合も多くそれらを抑止するために使用する。クラッチブレーキは操作者の意図しない時に作動する場合が多く、代わりにシフトレバーにブレーキスイッチを設け手動でカウンターシャフトを停止できるようにしたもの。日産ディーゼルCW67-GTなどに使用されていたイートンフラー製9段マニュアルトランスミッションに採用されていた。
2. いすゞ自動車の開発したスムーサーG[3]等に採用されている。スムーサーGの場合はカウンターシャフトの回転速度を制御しギヤ同士の同期を行う働きをしている。

## 運転操作

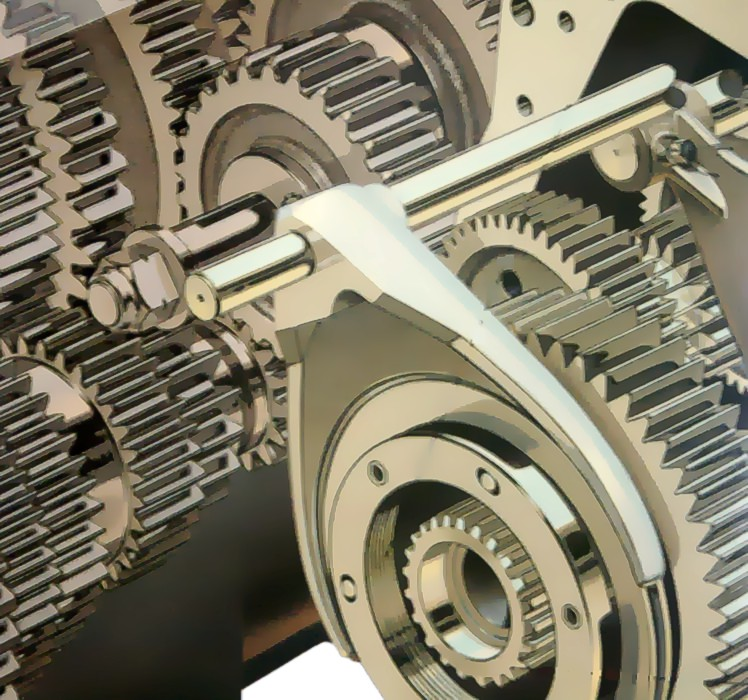
ノンシンクロトランスミッションのシフトフォークとシフティングギア

ノンシンクロトランスミッションは、操作する者が構造を理解し適切な変速タイミングを訓練によって熟知していることを前提に設計されている。大型商用車のドライバーは自動車学校で教えられるダブルクラッチの技術を使用してノンシンクロトランスミッションの操作を行う。極めて熟練したドライバーになると、一度クラッチを踏まずに強制的にニュートラルレンジにシフトした後にシフトアップの場合にはインプットシャフトの回転数低下を見計らい、シフトダウンの場合にはヒール・アンド・トウなどの技術も併用してアクセルペダルを煽って回転数を正確に調整してからシフトを行うことで、クラッチを使用せずにシフトチェンジを行うことができる。この技術はフロートシフト（ノンクラッチシフト）と呼ばれる。フロートシフトは各段のギア比を完全に把握し回転数調整を完璧に習得している者であれば、全てのギアシフト方法の中で最も速く変速を行うことが出来るため、レーシングドライバーの中にはフルシンクロトランスミッションの車両であってもこの技術だけを用いてレースを行う者も存在する。
日本国外の運送業者が用いるノンシンクロトランスミッションを搭載した超大型輸送車両は積載重量がショートトレーラーであっても36.3トンから40トンを超える車両であり、最高速度70マイルまでの間に24段のギアを用いるようになっている。トラクターやコンバインなどの多くの農業機械で用いられるノンシンクロトランスミッションのギアは、はすば歯車（ヘリカルギア）が用いられる。建設機械では経験の浅いオペレータがフルパワーを用いるための低速ギアに変速できずに作業中に立ち往生したり、あるいは下り坂で変速しようとしてニュートラルに入れた後に他のギアに変速できずに暴走を起こす事故が発生する場合がある。これは彼らが変速時の回転同期技術を習得していないことや、機器のトルクとノンシンクロトランスミッションの特性などの問題に起因していて、多くの山岳道路では重機のオペレーターは登坂や下りの中途でシフトの変更を行わずに通過することが推奨されている。

### ダブルクラッチ

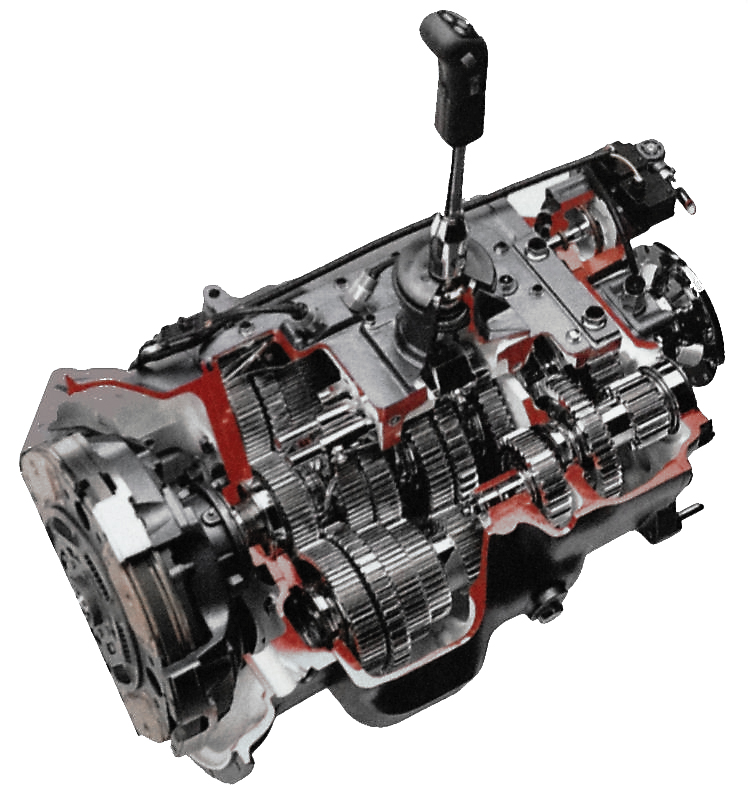
ノンシンクロトランスミッションのカットモデル

小型車両はシンクロメッシュ機構によりシフト操作とともに変速歯車の速度同調がなされるが、大型トレーラートラックのトラクターや農業機械、重機などに装備されているノンシンクロトランスミッションは、シフト操作のみで変速歯車の回転速度を同調させることができない。そのため運転手は目的の変速段にシフトする前にシフト位置を一旦ニュートラルの状態にし、クラッチを繋いでエンジンの回転速度を上げ、入力軸の回転速度を目的の変速段の出力軸と見合う速度まで上げてクラッチを切り、改めて目的の変速段に変速する必要がある。一連の変速操作においてクラッチを2回操作することからこの操作をダブルクラッチと呼ぶ。
ダブルクラッチは、特にシフトダウン操作において必須の手順である。したがってエンジン過回転を防ぐため運転者は各シフトレンジにおける最高車速を把握していなければならない。保護装置のないトランスミッションの場合は変速ギアの速度差によって弾かれるならまだしも、ギアが欠けたり強大なトルクで変速機構ごと壊してしまいかねないので注意が必要である。なおフィンガーシフト車の場合、変速機の故障を防ぐため無理なシフトダウン操作を受け付けないか、最悪ギアを繋がずニュートラルの状態にするよう保護が働くが、マニュアルトランスミッションのシフト操作を自動化しただけのものなのでシフトダウン時のダブルクラッチ操作は依然、必要である。